# Chrysolina osellai
Chrysolina osellai là một loài bọ cánh cứng trong họ Chrysomelidae. Loài này được Daccordi & Ruffo miêu tả khoa học năm 1979.